# Jacques-Bonne Gigault de Bellefonds
Pour les articles homonymes, voir Gigault et Bellefonds (homonymie).
Jacques-Bonne Gigault de Bellefonds, né en juin 1698, à Montgivray, près de la Châtre et mort le 20 juillet 1746, est un prélat français.

## Biographie
Il est « le quatrième fils de Charles Gigault, seigneur de Bellefonds, lieutenant des maréchaux de France en Touraine, et de Marie-Catherine-Anne Binet ».
Chapt de Rastignac, archevêque de Tours, le choisit comme vicaire général en 1724. Il devient aumônier du roi en 1728. En mai 1730, le roi le nomme abbé commendataire de la Cour-Dieu (diocèse d'Orléans).
Il est nommé évêque de Bayonne par brevet du 8 octobre 1735. Il est sacré le 25 mars 1736 dans l'église des Dominicains à Paris par le cardinal Melchior de Polignac, archevêque d'Auch.
Il est archevêque d'Arles 1741 à 1746, puis archevêque de Paris du 14 mars au 20 juillet 1746. Il devient alors également duc de Saint-Cloud en 1746 et pair de France.
Il se signale par son opposition constante aux jansénistes, qui sont soulagés par son décès moins de quatre mois après son accession à l'archevêché de Paris. Quelques jours avant de mourir de la petite vérole, il condamne, au nom de la religion, les Pensées philosophiques de Diderot.
Il est inhumé à Notre-Dame de Paris.

## Armoiries
D'azur au chevron d'or accompagné de trois losanges d'argent.

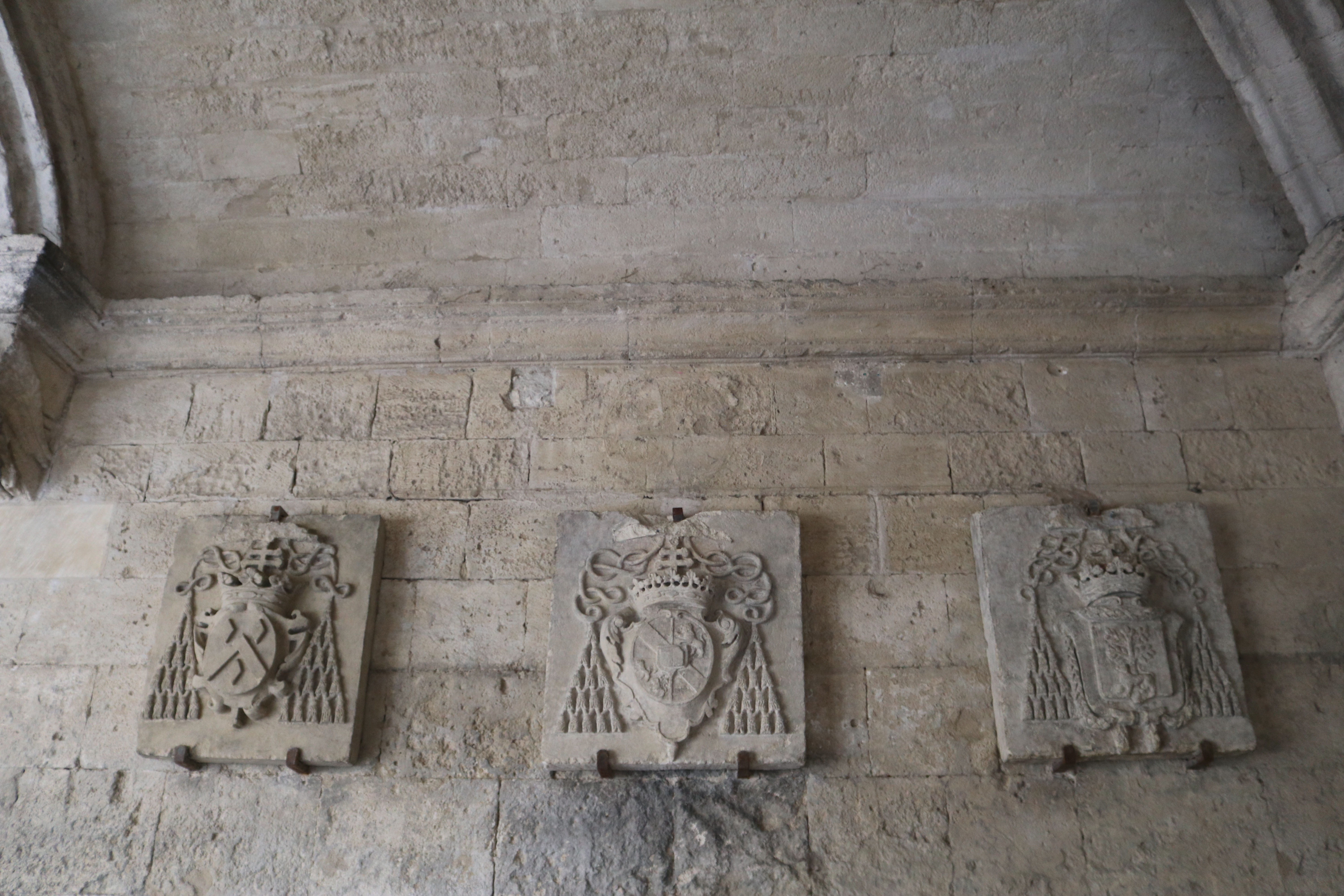
A gauche, les armoiries de l'archevêque dans le cloître de Saint-Trophime à Arles.

## Lignée épiscopale
1. L'archevêque Jacques-Bonne Gigault de Bellefonds (1736) ;
2. Melchior de Polignac (1726) ;
3. Pietro Francesco (Vincenzo Maria) Orsini de Gravina, O.P. (1675) ;
4. Paluzzo Paluzzi Altieri Degli Albertoni (1666) ;
5. Ulderico Carpegna (1630) ;
6. Luigi Caetani (1622) ;
7. Ludovico Ludovisi (1621) ;
8. L'archevêque Galeazzo Sanvitale (1604)
9. Girolamo Bernerio, O.P. (1586) ;
10. Giulio Antonio Santorio (1566) ;
11. Scipione Rebiba.